# Christian d'Oriola
Christian d'Oriola (Perpignano, 3 ottobre 1928 – Nîmes, 29 ottobre 2007) è stato uno schermidore francese, specializzato nel fioretto.

## Biografia
Iniziò a praticare la scherma sotto la guida del padre all'età di 9 anni, nel 1937, disputando i suoi primi incontri nel 1941.
Strenuo oppositore dell'introduzione del fioretto elettrico, vinse nella sua carriera le maggiori competizioni internazionali, dimostrandosi valido rivale dell'italiano Edoardo Mangiarotti.
Nel 1960 fu il portabandiera della delegazione francese ai Giochi olimpici estivi di Roma 1960.
Nel 1971 venne insignito della Legion d'Onore.
Nel 2001 la Fédération Internationale d'Escrime, massimo organismo mondiale della scherma, assegnò a d'Oriola il titolo di Schermidore del XX secolo.